# Porte Désilles
La porte Désilles (ou mémorial Désilles) est un arc de triomphe situé à Nancy, à l'ouest de la vieille-ville et à l'extrémité nord du cours Léopold. C'est le plus ancien monument aux morts de France.

## Situation et accès
La porte Désilles est érigée sur la place de Luxembourg, dans le prolongement nord du cours Léopold et de l'esplanade du Souvenir-Français, au croisement de la rue Désilles, de la rue de Metz et de la rue de la Craffe.

## Description
La porte a une hauteur d'environ dix mètres, douze mètres en prenant en compte la décoration au sommet. Elle est pourvue de trois ouvertures : celle du milieu faisant six mètres de hauteur et les deux autres environ trois mètres.
La partie haute de la face intérieure, face au cours Léopold, est ornée de bas-reliefs qui commémorent le traité de Versailles signé en 1783 par Louis XVI. La face extérieure, face à la rue de Metz, représente la bataille de Nancy de 1477.
Les statues et bas-reliefs sont de Joseph Söntgen.

## Origine du nom
Elle porte le nom du lieutenant Désilles, en mémoire de sa mort tragique lors de « l'affaire de Nancy ».

## Historique

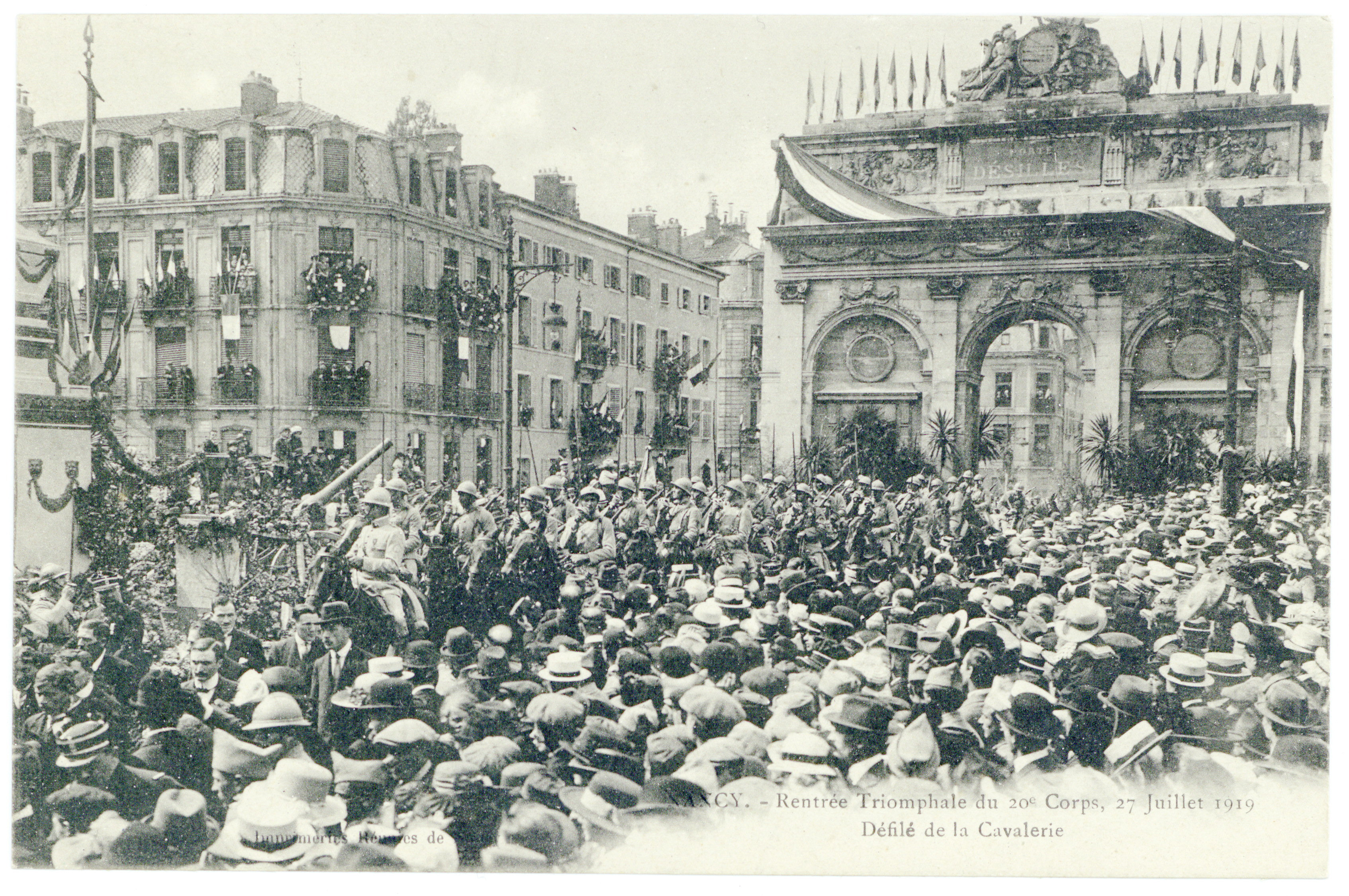
Défilé de la cavalerie du 20e corps d'armée, juillet 1919. Bibliothèque municipale de Nancy.

La porte Neuve fut construite entre 1782 et 1784 par l'architecte Didier-Joseph-François Mélin à l'initiative du comte de Stainville, commandant en chef de la Lorraine. Elle devait fermer la perspective du cours Léopold et ouvrir sur la route de Metz ; elle fut aussi voulue comme un monument à la mémoire des Nancéiens morts pour l'indépendance américaine, durant la bataille de Yorktown. Elle porta les noms de « porte Saint-Louis » et de « porte Stainville », et prit finalement, en 1867, le nom de « porte Désilles ».
La porte Désilles est classée monument historique par un arrêté du 15 janvier 1925.
La ville de nancy l'a restaurée pour en faire son monument commémoratif unique.

## Bâtiments remarquables et lieux de mémoire

### Nancéiens morts pour l'indépendance de l'Amérique

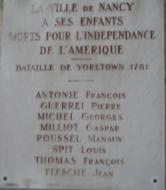
Plaque commémorative portant le nom des Nancéiens morts pour l'indépendance de l'Amérique.

La ville de Nancy
à ses enfants
morts pour l'indépendance
de l'Amérique
Bataille de Yorktown 1781
ANTONIE François
GUERREI Pierre
MICHEL Georges
MILLIOT Gaspar
ROUSSEL Mansuy
SPIT Louis
THOMAS François
FLESCHE Jean

### Du lieutenant Désilles
« Le 31 août 1790 les trois régiments stationnés à Nancy se mutinèrent.

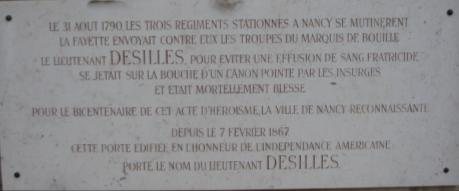
Plaque commémorative portant le récit de la mort du lieutenant Désilles.

Lafayette envoyait contre eux les troupes du marquis de Bouillé.
Le lieutenant Désilles pour éviter une effusion de sang fratricide
se jetait sur la bouche d'un canon pointé par les insurgés et était mortellement blessé.
Pour le bicentenaire de cet acte d'héroïsme la ville de Nancy reconnaissante.
Depuis le 7 février 1867 cette porte édifiée en l'honneur de l'indépendance américaine porte le nom du lieutenant Désilles. »

### Autres
Le monument comporte également des citations :
- Aux veuves et orphelins victimes des guerres.
- À la mémoire des militaires et des civils morts pour la France en Indochine et en Corée 1940 - 1954.
- À la mémoire des militaires et des civils morts pour la France lors de la guerre d'Algérie et des combats de Tunisie et du Maroc 1952 - 1962.
- Aux harkis, dans le cadre d’une journée d'hommage où « La République française témoigne sa reconnaissance envers les rapatriés anciens membres des formations supplétives et assimilés ou victimes de la captivité en Algérie pour les sacrifices qu'ils ont consentis[4]. »